# 望月 (米津玄师歌曲)
望月（日语：／）是日本创作歌手米津玄師的歌曲。这首歌曲以单曲形式，于2023年6月26日通过Sony Music Labels在各大音乐配信服务平台发布。受游戏制作人吉田直树的邀请，这首歌是米津玄师为史克威尔艾尼克斯的游戏《最终幻想16》创作的主題曲。米津在创作过程中深度体验了《最终幻想16》的世界，为了更好地与游戏内容结合，他花费了大量时间在游戏工作室中独自体验游戏情节，并将主角克莱夫·罗兹菲尔德的情感融入歌曲中。
歌曲的歌词充满了对《最终幻想16》的深刻理解和对玩家的尊重，内涵较多仅限于游戏玩家能理解的隐喻内容。米津玄师在创作时完全以游戏为中心，没有考虑个人利益，力求将歌曲与游戏紧密结合。

## 背景
米津玄师自小学一年级起就开始接触PlayStation，逐渐沉迷于《最终幻想VII》的世界，这也成为他与《最终幻想》系列的缘分。作为最终幻想系列的长期粉丝，当《最终幻想16》宣布制作时米津玄师感到非常兴奋，并表达了希望为这部游戏创作主题曲的愿望。他的团队联系了最终幻想系列开发和发行商史克威尔艾尼克斯。而《最终幻想16》的制作人吉田直树则在游戏开发的过程中联系到了米津玄师，请他在游戏开发期间参与创作主题曲，而不是在游戏已经完成且即将发布前仓促完成。在歌曲创作过程中，米津玄师与吉田直树频繁交流，吉田会提供游戏进展和内容的更新。米津玄师不仅阅读了剧本，还在不同开发阶段观看了过场动画。为此，成为全球首批游玩过该作品的玩家，米津玄师花费了数十小时来体验游戏，将自己的感受融入歌曲创作中。

## 制作
在描述创作过程时，米津玄师表示一开始他依据所了解的故事背景创作了初版demo，并在游玩过预发行版本游戏后对文本和语调进行了修订。歌曲的音调经过调整，以尽可能符合克莱夫在游戏结局时的潜在感受；虽然他摧毁了瓦利斯泽亚的母水晶（Mothercrystals），从而在获得了更好未来的同时获得了某种自由，但他也承担了结束一种生活方式并给世界带来苦难的罪恶感。他将这种感觉概括为“一种救赎感，以及一种永远无法治愈的怨恨”。米津玄师希望创作一首能给游戏中主人公克莱夫带来希望的歌曲，因为他希望克莱夫在经历了艰苦的人生后能够获得一个幸福的结局。由于游戏的故事重点围绕克莱夫和他的兄弟约书亚，这首主题曲最初也是围绕这种视角创作的。在与吉田直树制作人交谈后，米津玄师觉得女主角吉尔·沃里克（Jill Warrick）的形象没有得到充分体现，因此这首歌最终集中于男女主角之间的关系，歌词中也提到了两人所看到的望月。歌曲的标题最初虽然是临时起的，但随着开发的结束，米津玄师决定正式将望月作为歌曲的名称。米津表示，他在歌曲的创作过程中完全以《最终幻想16》为中心，没有考虑个人利益，歌词中充满了对玩家的尊重和对游戏的深刻理解。他希望这首歌能与游戏本身一起更好地呈现《最终幻想16》的主题和情感。
望月由米津玄师创作并演唱，由米津玄师和坂东祐大共同完成编曲。米津玄师和坂东祐大都对这次合作表示高兴和热情，因为两人都是对方作品的粉丝。米津玄师早期的歌曲主要集中在流行音乐的表现上，并不重视叙事。与他之前的歌曲相比，米津这次创作的主题曲更加重视叙事，并减少了流行风格的编曲，重心更多地放在叙事上。
本单曲的封面也由米津玄师亲自绘制。描绘的是游戏中主人公克莱夫·罗兹菲尔德重要的伙伴“托加尔”——一头青蓝色毛皮的狼，正眼神坚定直视前方。单曲的音乐视频由摇滚团队King Gnu的OSRIN担任导演，描绘了一个三条故事线互相交织的世界。

## 发行
2023年4月14日，在索尼互动娱乐的PlayStation在线发布节目中发表了本曲将被起用为史克威尔艾尼克斯发行的游戏《最终幻想16》的主题曲，同时公开了使用了部分本曲的游戏预告影像。
本乐曲首次亮相是在2023年4月至7月举办的“米津玄师 2023 TOUR / 空想”巡回演唱会上。同年6月16日，使用本乐曲的一段副歌作为背景音乐的主题曲游戏预告片被公开。《最终幻想16》发行的前一天，即同年6月21日，米津玄师在其YouTube频道上发布了与该游戏的制作人吉田直树访谈视频的前篇。此外，视频的概要栏也发表了本曲的发行日期。8月23日又在同一频道公开了二人访谈的后篇。6月26日本歌曲开始在线发行。与此同时，也公开了使用米津玄师自己画的游戏中主人公的狼为主题插画的单曲封面。
2023年7月9日，由OSRIN担任导演的本乐曲音乐视频也被公开。本单曲也被收录进米津玄师2024年8月发行的第六张个人专辑中。

## 榜单成绩
本曲自2023年6月26日开始在各发行网站中发布，并迅速在每日排行榜中获得第1名，更是达成连续登顶29次。在7月5日公布的Oricon周间数字单曲排行榜上，本乐曲首次登场即获得第一名，成为米津玄师第13首获得第一名的作品。同时，这支单曲也刷新了历史最多第一名的记录。
此外，在同时公布的Billboard Japan Download Songs排行榜上，本乐曲首次登场即获得第一名。在Billboard Japan Hot 100排行榜上首次登场获得第三名。

## 评价
本乐曲是作为史克威尔艾尼克斯发行的游戏《最终幻想16》的主题曲而创作的。对此，米津本人评论道：最终幻想给我带来了难以形容的巨大影响。我从没想过会有这样的机会。因此我特别为这部作品写了这首主题歌。此外，本游戏的制作人吉田直树表示：“当得知可以与米津先生合作时，我既惊讶又非常高兴。我本人也是米津先生的粉丝，我相信，凭借米津先生那能引起众多世代共鸣的感性，一定能够完美地表达出《最终幻想16》所追求的世界、故事和主题。”日本公告牌将这首歌描述为“一首具有深厚层次音效和情感演绎的动人歌曲”。Push Square的亚当·克莱尔（Adam Klayl）称这首歌是“一首相当冷酷的歌曲”，与游戏的黑暗基调相符。

## 收录曲目
| 数字下载 | 数字下载 | 数字下载 | 数字下载           | 数字下载 |
| 曲序     | 曲目     | 词曲     | 编曲               | 时长     |
| -------- | -------- | -------- | ------------------ | -------- |
| 1.       | 望月（） | 米津玄師 | 米津玄師、坂東祐大 | 4:12     |
| 总时长： | 总时长： | 总时长： | 总时长：           | 4:12     |

## 商业合作
- 史克威尔艾尼克斯游戏《最终幻想16》主题曲[27]